# Frog CMS
Frog CMS — open source-система управления содержимым, изначально разработанная компанией Филипа Арчембальта (Philippe Archambault). Изначально проект родился под именем «phpRadiant» в январе 2007 года и представлял собой PHP-копию «Ruby on Rails»-приложения — «Radiant CMS». Помимо того, что эти две системы написаны на разных языках, Frog CMS выбрала собственный путь развития. Система изначально была создана для работы на языке PHP5 в связке с базой данных MySQL (система также поддерживает работу с базами данных SQLite 3).